# Сабеев, Арават Сергеевич
Арава́т Серге́евич Сабе́ев (осет. Сабеты Сергейы фырт Арават; род. 24 сентября 1968 или 1969, Петропавловск) — советский и немецкий борец вольного стиля, трёхкратный чемпион Европы (1989, 1990, 1993), чемпион мира (1994), бронзовый призёр Олимпийских игр в Атланте (1996). Заслуженный мастер спорта СССР по вольной борьбе.

## Биография
Родился 24 сентября 1968 года в Петропавловске (Казахская ССР). Занимался вольной борьбой под руководством своего отца Сергея Сабеева. С 19 лет он стал принимать участие в международных соревнованиях. В 1987 году стал чемпионом мира среди юниоров в Бернаби. В 1988 году стал чемпионом Европы среди юниоров в Валбжихе и серебряным призёром на чемпионате СССР. В 1989 году стал чемпионом Европы среди взрослых в Анкаре (Турция). В это время Арават жил в Белоруссии, в городе Гродно. В 1990 году вновь стал чемпионом Европы в Познане (Польша)
После распада СССР переехал в Германию и боролся за клуб «VfK Schifferstadt». С тех пор на всех международных соревнованиях он боролся как немецкий спортсмен. В 1993 году выиграл чемпионат Европы в Стамбуле и турнир имени Александра Медведя в Минске. В 1994 году становится чемпионом мира в Стамбуле. На Олимпийских играх в Атланте был бронзовым призёром. В 1995 и 1997 становится бронзовым, а в 2000 серебряным призёром чемпионатов Европы.

## Спортивные достижения
- Трёхкратный чемпион Европы (1989, 1990, 1993)
- Чемпион мира в Стамбуле (1994)
- Чемпион мира среди юниоров в Бернаби (1987)
- Чемпион Европы среди юниоров в Валбжихе (1988)
- Победитель турнира имени Александра Медведя в Минске (1993)